# 칼 스위처
칼 딘 스위처(영어: Carl Dean Switzer, 1927년 8월 7일 ~ 1959년 1월 21일)는 미국의 배우, 가수이다.
1927년 8월 7일 일리노이주 패리스에서 스코틀랜드계, 독일계 가문의 아들로 태어났다. 1935년부터 1940년까지 단편 코미디 영화 《아워 갱》 시리즈에서 가수 알팔파(Alfalfa) 역할을 맡으면서 많은 인기를 받았다.
《아워 갱》 시리즈에서 하차한 이후에는 B급 영화 전문 배우로 활동했으며 개 사육자, 사냥 안내인으로도 활동했다. 1954년에는 디앤 콜링우드(Dian Collingwood)와 결혼했지만 1957년에 이혼했고 슬하에 1명의 아들을 두었다. 1959년 1월 21일 캘리포니아주 로스앤젤레스에서 금전 문제로 인한 총격 사고로 인해 사망했다.